# Sulphurina sulphurea
Sulphurina sulphurea är en svampart som först beskrevs av Lucien Quélet, och fick sitt nu gällande namn av Albert Pilát 1953. Sulphurina sulphurea ingår i släktet Sulphurina och familjen Stephanosporaceae.   Inga underarter finns listade i Catalogue of Life.